# 白川公園前停留場
白川公園前停留場（しらかわこうえんまえていりゅうじょう）は、かつて熊本県熊本市にあった熊本市交通局幹線に属した電停（廃駅）である。

## 構造
相対式2面2線であった。

## 歴史
- 1924年（大正13年）8月1日 熊本駅前 - 浄行寺町間の開業と共に草葉町停留場として開業。
- 1961年(昭和36年) 初代熊本県庁等の跡地に白川公園が完成、当駅も白川公園前停留場に改称。
- 1972年（昭和47年）3月1日 幹線・水道町電停 - 浄行寺町間の廃止に伴い廃駅となる。

## 現在
国道3号の一部になっている、電停跡の痕跡としては「草葉歩道橋」と歩道橋の架線設置跡（画像）を伺うことが出来る。

## 隣の停留場
熊本市交通局
幹線
水道町電停 - 白川公園前電停 - 藤崎宮前電停